# Giải vô địch cờ vua thế giới 1987
Giải vô địch cờ vua thế giới năm 1987 được diễn ra giữa Anatoly Karpov và Garry Kasparov tại Seville từ ngày 12 tháng 10 đến ngày 19 tháng 12 năm 1987. Trước ván đấu thứ 24, Kasparov đã bị dẫn trước 12-11, nhưng ở ván đấu thứ 24, Kasparov đã lội ngược dòng bằng cách sử dụng Khai cuộc Anh để giành chiến thắng trong ván đấu cuối cùng để giữ lại danh hiệu của mình.

## Các giải đấu Interzonal năm 1985
Ba giải đấu Interzonal được tổ chức vào năm 1985 tại Tunis, Taxco và Biel, với bốn kỳ thủ trong mỗi giải đủ điều kiện đi tiếp.
|    |                               | Rating | 1 | 2 | 3 | 4 | 5 | 6 | 7 | 8 | 9 | 10 | 11 | 12 | 13 | 14 | 15 | 16 | 17 | Total | Tie break |
| -- | ----------------------------- | ------ | - | - | - | - | - | - | - | - | - | -- | -- | -- | -- | -- | -- | -- | -- | ----- | --------- |
| 1  | Artur Yusupov (Liên Xô)       | 2590   | - | ½ | 1 | 1 | ½ | ½ | 1 | ½ | ½ | ½  | ½  | 1  | 1  | ½  | 1  | ½  | 1  | 11½   |           |
| 2  | Alexander Beliavsky (Liên Xô) | 2635   | ½ | - | ½ | ½ | 1 | ½ | ½ | 1 | 1 | ½  | ½  | 1  | 0  | ½  | 1  | 1  | 1  | 11    |           |
| 3  | Lajos Portisch (Hungary)      | 2635   | 0 | ½ | - | ½ | 1 | ½ | ½ | ½ | ½ | ½  | 1  | ½  | 1  | ½  | ½  | 1  | 1  | 10½   |           |
| 4  | Viktor Gavrikov (Liên Xô)     | 2550   | 0 | ½ | ½ | - | ½ | 0 | ½ | ½ | 1 | ½  | 1  | ½  | ½  | 1  | ½  | 1  | 1  | 9½    | 66.75     |
| 5  | Alexander Chernin (Liên Xô)   | 2495   | ½ | 0 | 0 | ½ | - | ½ | ½ | 1 | 0 | ½  | ½  | 1  | ½  | 1  | 1  | 1  | 1  | 9½    | 65.75     |
| 6  | Vlastimil Hort (Tiệp Khắc)    | 2560   | ½ | ½ | ½ | 1 | ½ | - | ½ | ½ | 0 | ½  | ½  | ½  | ½  | 1  | 0  | 1  | 1  | 9     | 66.25     |
| 7  | Gennadi Sosonko (Hà Lan)      | 2535   | 0 | ½ | ½ | ½ | ½ | ½ | - | ½ | ½ | ½  | ½  | ½  | ½  | ½  | 1  | 1  | 1  | 9     | 63.25     |
| 8  | Maxim Dlugy (Hoa Kỳ)          | 2485   | ½ | 0 | ½ | ½ | 0 | ½ | ½ | - | ½ | ½  | 1  | ½  | ½  | 1  | ½  | 1  | 1  | 9     | 62.75     |
| 9  | Nick de Firmian (Hoa Kỳ)      | 2540   | ½ | 0 | ½ | 0 | 1 | 1 | ½ | ½ | - | 1  | 0  | ½  | ½  | 1  | 0  | ½  | 1  | 8½    |           |
| 10 | Predrag Nikolić (Yugoslavia)  | 2575   | ½ | ½ | ½ | ½ | ½ | ½ | ½ | ½ | 0 | -  | 1  | 0  | ½  | 0  | ½  | 1  | 1  | 8     | 58.75     |
| 11 | Mihai Suba (Romania)          | 2465   | ½ | ½ | 0 | 0 | ½ | ½ | ½ | 0 | 1 | 0  | -  | 0  | 1  | ½  | 1  | 1  | 1  | 8     | 55.25     |
| 12 | Tony Miles (Anh)              | 2570   | 0 | 0 | ½ | ½ | 0 | ½ | ½ | ½ | ½ | 1  | 1  | -  | ½  | 0  | ½  | 1  | 1  | 8     | 55.00     |
| 13 | Iván Morovic (Chile)          | 2450   | 0 | 1 | 0 | ½ | ½ | ½ | ½ | ½ | ½ | ½  | 0  | ½  | -  | ½  | 1  | ½  | ½  | 7½    |           |
| 14 | Alonso Zapata (Colombia)      | 2535   | ½ | ½ | ½ | 0 | 0 | 0 | ½ | 0 | 0 | 1  | ½  | 1  | ½  | -  | ½  | ½  | ½  | 6½    | 50.00     |
| 15 | Evgenij Ermenkov (Bulgaria)   | 2515   | 0 | 0 | ½ | ½ | 0 | 1 | 0 | ½ | 1 | ½  | 0  | ½  | 0  | ½  | -  | ½  | 1  | 6½    | 45.75     |
| 16 | Assem Afifi (Egypt)           | 2370   | ½ | 0 | 0 | 0 | 0 | 0 | 0 | 0 | ½ | 0  | 0  | 0  | ½  | ½  | ½  | -  | 1  | 3½    |           |
| 17 | Slaheddine Hmadi (Tunisia)    | 2285   | 0 | 0 | 0 | 0 | 0 | 0 | 0 | 0 | 0 | 0  | 0  | 0  | ½  | ½  | 0  | 0  | -  | 1     |           |
Yusupov, Beliavsky và Portisch chính thức vượt qua vòng loại, trong khi Chernin đánh bại Gavrikov 3½-2½ trong trận playoff ở Moscow để giành vị trí thứ tư. Slim Bouaziz cũng bắt đầu giải đấu, nhưng rút lui sau sáu ván đấu, chỉ hòa một ván và thua các ván còn lại. Kết quả của anh không được tính trong bảng trên.
|    |                                   | Rating | 1  | 2  | 3  | 4 | 5 | 6 | 7 | 8 | 9 | 10 | 11 | 12 | 13 | 14 | 15 | 16 | Total | Tie break |
| -- | --------------------------------- | ------ | -- | -- | -- | - | - | - | - | - | - | -- | -- | -- | -- | -- | -- | -- | ----- | --------- |
| 1  | Jan Timman (Hà Lan)               | 2650   | -  | ½  | ½  | ½ | 1 | 1 | 1 | 1 | ½ | ½  | 1  | 1  | 1  | 1  | ½  | 1* | 12    |           |
| 2  | Jesus Nogueiras (Cuba)            | 2545   | ½  | -  | ½  | 1 | ½ | ½ | ½ | 1 | 1 | ½  | ½  | 1  | ½  | ½  | 1  | 1* | 10½   |           |
| 3  | Mikhail Tal (Liên Xô)             | 2565   | ½  | ½  | -  | ½ | ½ | ½ | ½ | ½ | ½ | 1  | ½  | ½  | 1  | 1  | 1  | 1* | 10    |           |
| 4  | Kevin Spraggett (Canada)          | 2560   | ½  | 0  | ½  | - | 1 | ½ | ½ | 1 | ½ | ½  | ½  | ½  | ½  | 1  | 1  | ½  | 9     |           |
| 5  | Jon Speelman (Anh)                | 2530   | 0  | ½  | ½  | 0 | - | ½ | ½ | 1 | 1 | ½  | 0  | ½  | 1  | ½  | 1  | ½  | 8     |           |
| 6  | Simen Agdestein (Norway)          | 2500   | 0  | ½  | ½  | ½ | ½ | - | ½ | ½ | ½ | ½  | 1  | ½  | 1  | ½  | 0  | ½  | 7½    | 54.00     |
| 7  | Mišo Cebalo (Yugoslavia)          | 2485   | 0  | ½  | ½  | ½ | ½ | ½ | - | 0 | 0 | 1  | 1  | ½  | 0  | ½  | 1  | 1  | 7½    | 51.75     |
| 8  | Lev Alburt (Hoa Kỳ)               | 2535   | 0  | 0  | ½  | 0 | 0 | ½ | 1 | - | ½ | ½  | ½  | ½  | ½  | 1  | 1  | ½  | 7     |           |
| 9  | Walter Browne (Hoa Kỳ)            | 2530   | ½  | 0  | ½  | ½ | 0 | ½ | 1 | ½ | - | ½  | 1  | ½  | 0  | 0  | ½  | ½  | 6½    | 48.25     |
| 10 | József Pintér (Hungary)           | 2540   | ½  | ½  | 0  | ½ | ½ | ½ | 0 | ½ | ½ | -  | 0  | ½  | 1  | 0  | 1  | ½  | 6½    | 47.75     |
| 11 | Thích Kinh Huyên (Trung Quốc)     | 2440   | 0  | ½  | ½  | ½ | 1 | 0 | 0 | ½ | 0 | 1  | -  | 1  | 0  | 0  | ½  | 1  | 6½    | 46.50     |
| 12 | Oleg Romanishin (Liên Xô)         | 2570   | 0  | 0  | ½  | ½ | ½ | ½ | ½ | ½ | ½ | ½  | 0  | -  | ½  | 1  | 1  | 0  | 6½    | 45.75     |
| 13 | Marcel Sisniega Campbell (Mexico) | 2470   | 0  | ½  | 0  | ½ | 0 | 0 | 1 | ½ | 1 | 0  | 1  | ½  | -  | ½  | 0  | 1* | 6½    | 44.50     |
| 14 | Eduard Prandstetter (Tiệp Khắc)   | 2430   | 0  | ½  | 0  | 0 | ½ | ½ | ½ | 0 | 1 | 1  | 1  | 0  | ½  | -  | 0  | ½  | 6     |           |
| 15 | Saeed Ahmed Saeed (UAE)           | 2400   | ½  | 0  | 0  | 0 | 0 | 1 | 0 | 0 | ½ | 0  | ½  | 0  | 1  | 1  | -  | 1  | 5½    |           |
| 16 | Yuri Balashov (Liên Xô)           | 2495   | 0* | 0* | 0* | ½ | ½ | ½ | 0 | ½ | ½ | ½  | 0  | 1  | 0* | ½  | 0  | -  | 4½    |           |
Balashov rút lui sau 11 ván. Bốn ván chưa chơi của ông được đánh dấu bằng dấu hoa thị (*).
|    |                                     | Rating | 1 | 2 | 3 | 4 | 5 | 6 | 7 | 8 | 9 | 10 | 11 | 12 | 13 | 14 | 15 | 16 | 17 | 18 | Total | Tie break |
| -- | ----------------------------------- | ------ | - | - | - | - | - | - | - | - | - | -- | -- | -- | -- | -- | -- | -- | -- | -- | ----- | --------- |
| 1  | Rafael Vaganian (Liên Xô)           | 2625   | - | ½ | ½ | 1 | 1 | ½ | ½ | ½ | ½ | ½  | ½  | ½  | 1  | 1  | 1  | 1  | 1  | 1  | 12½   |           |
| 2  | Yasser Seirawan (Hoa Kỳ)            | 2570   | ½ | - | ½ | ½ | ½ | ½ | 0 | ½ | ½ | ½  | 1  | 1  | 1  | ½  | 1  | 1  | 1  | 1  | 11½   |           |
| 3  | Andrei Sokolov (Liên Xô)            | 2555   | ½ | ½ | - | ½ | 0 | ½ | ½ | ½ | ½ | ½  | 1  | ½  | 1  | ½  | 1  | 1  | 1  | 1  | 11    |           |
| 4  | Nigel Short (Anh)                   | 2575   | 0 | ½ | ½ | - | 1 | 1 | 0 | ½ | ½ | 1  | ½  | ½  | 1  | 1  | ½  | ½  | ½  | 1  | 10½   | 83.75     |
| 5  | John van der Wiel (Hà Lan)          | 2520   | 0 | ½ | 1 | 0 | - | 0 | 1 | ½ | ½ | ½  | 1  | 1  | 1  | ½  | 1  | ½  | ½  | 1  | 10½   | 81.25     |
| 6  | Eugenio Torre (Philippines)         | 2535   | ½ | ½ | ½ | 0 | 1 | - | ½ | 0 | ½ | ½  | 0  | 1  | 1  | 1  | 1  | ½  | 1  | 1  | 10½   | 80.50     |
| 7  | Lev Polugaevsky (Liên Xô)           | 2600   | ½ | 1 | ½ | 1 | 0 | ½ | - | 1 | ½ | 1  | 0  | ½  | 0  | ½  | 0  | ½  | 1  | 1  | 9½    | 79.00     |
| 8  | Ljubomir Ljubojević (Yugoslavia)    | 2615   | ½ | ½ | ½ | ½ | ½ | 1 | 0 | - | ½ | 1  | ½  | ½  | ½  | ½  | ½  | ½  | 1  | ½  | 9½    | 78.25     |
| 9  | Ulf Andersson (Thụy Điển)           | 2590   | ½ | ½ | ½ | ½ | ½ | ½ | ½ | ½ | - | ½  | ½  | ½  | ½  | ½  | 1  | ½  | 1  | ½  | 9½    | 77.00     |
| 10 | Amador Rodríguez Céspedes (Cuba)    | 2505   | ½ | ½ | ½ | 0 | ½ | ½ | 0 | 0 | ½ | -  | ½  | 1  | 1  | ½  | 0  | ½  | ½  | 1  | 8     | 63.75     |
| 11 | Gyula Sax (Hungary)                 | 2535   | ½ | 0 | 0 | ½ | 0 | 1 | 1 | ½ | ½ | ½  | -  | 0  | 0  | 1  | 0  | ½  | 1  | 1  | 8     | 62.50     |
| 12 | Vlastimil Jansa (Tiệp Khắc)         | 2480   | ½ | 0 | ½ | ½ | 0 | 0 | ½ | ½ | ½ | 0  | 1  | -  | 1  | ½  | 0  | 0  | 1  | 1  | 7½    | 57.75     |
| 13 | Miguel Quinteros (Argentina)        | 2525   | 0 | 0 | 0 | 0 | 0 | 0 | 1 | ½ | ½ | 0  | 1  | 0  | -  | 1  | 1  | 1  | 1  | ½  | 7½    | 52.25     |
| 14 | Margeir Petursson (Iceland)         | 2550   | 0 | ½ | ½ | 0 | ½ | 0 | ½ | ½ | ½ | ½  | 0  | ½  | 0  | -  | 1  | 1  | ½  | ½  | 7     |           |
| 15 | Lev Gutman (Israel)                 | 2485   | 0 | 0 | 0 | ½ | 0 | 0 | 1 | ½ | 0 | 1  | 1  | 1  | 0  | 0  | -  | 1  | ½  | 0  | 6½    |           |
| 16 | Li Zunian (Trung Quốc)              | 2465   | 0 | 0 | 0 | ½ | ½ | ½ | ½ | ½ | ½ | ½  | ½  | 1  | 0  | 0  | 0  | -  | ½  | ½  | 6     |           |
| 17 | Charles Partos (Thụy Sĩ)            | 2425   | 0 | 0 | 0 | ½ | ½ | 0 | 0 | 0 | 0 | ½  | 0  | 0  | 0  | ½  | ½  | ½  | -  | 1  | 4     |           |
| 18 | Ángel Martín González (Tây Ban Nha) | 2430   | 0 | 0 | 0 | 0 | 0 | 0 | 0 | ½ | ½ | 0  | 0  | 0  | ½  | ½  | 1  | ½  | 0  | -  | 3½    |           |
Short, van der Wiel và Torre đã tranh một trận playoff, cũng tại Biel, để giành vị trí thứ tư và cuối cùng trong Giải đấu các ứng cử viên. Short và van der Wiel bằng điểm với 3½ điểm mỗi người, trong khi Torre được 2 điểm, vì vậy Short đã giành vé đi tiếp do có tiebreak tốt hơn trong giải chính.
Kỳ thủ không đủ tiêu chuẩn có điểm cao nhất trong các giải Interzonal gặp nhau tại London vào tháng 9 năm 1985 để chơi cho vị trí dự bị đầu tiên trong Giải đấu các ứng cử viên. Speelman giành chiến thắng với 4½ điểm, xếp trước Gavrikov (4) và van der Wiel (3½). Tuy nhiên, vị trí dự bị này không được dùng đến.

## Giải đấu Ứng viên 1985-87
12 kỳ thủ từ các Interzonals đã được tham gia vào Giải đấu ứng cử viên cùng với ba kỳ thủ hạt giống: Smyslov, Korchnoi và Ribli (xếp hạng 2 đến 4 ở giải đấu Ứng viên trước). Vị trí cuối cùng thuộc về cựu vua cờ Spassky, được ban tổ chức trao vé đặc cách.
Trước tiên, 16 kỳ thủ thi đấu vòng tròn một lượt tại Montpellier vào tháng 10 và tháng 11 năm 1985, từ đó 4 kỳ thủ dẫn đầu sẽ giành quyền tham dự vòng đấu loại trực tiếp.
|    |                               | Rating | 1 | 2 | 3 | 4 | 5 | 6 | 7 | 8 | 9 | 10 | 11 | 12 | 13 | 14 | 15 | 16 | Total | Tie break |
| -- | ----------------------------- | ------ | - | - | - | - | - | - | - | - | - | -- | -- | -- | -- | -- | -- | -- | ----- | --------- |
| 1  | Artur Yusupov (Liên Xô)       | 2600   | - | 0 | 1 | ½ | ½ | 1 | ½ | ½ | ½ | ½  | ½  | ½  | ½  | 1  | 1  | ½  | 9     | 65.75     |
| 2  | Rafael Vaganian (Liên Xô)     | 2625   | 1 | - | ½ | 0 | ½ | 0 | ½ | ½ | ½ | ½  | ½  | 1  | 1  | ½  | 1  | 1  | 9     | 64.00     |
| 3  | Andrei Sokolov (Liên Xô)      | 2555   | 0 | ½ | - | ½ | ½ | 0 | ½ | 1 | ½ | ½  | ½  | 1  | 1  | 1  | ½  | 1  | 9     | 63.25     |
| 4  | Jan Timman (Hà Lan)           | 2640   | ½ | 1 | ½ | - | ½ | 1 | ½ | ½ | ½ | 1  | 1  | 0  | ½  | ½  | ½  | 0  | 8½    | 65.25     |
| 5  | Mikhail Tal (Liên Xô)         | 2565   | ½ | ½ | ½ | ½ | - | ½ | ½ | ½ | 1 | 0  | ½  | ½  | 1  | 1  | ½  | ½  | 8½    | 62.50     |
| 6  | Boris Spassky (Pháp)          | 2590   | 0 | 1 | 1 | 0 | ½ | - | ½ | ½ | ½ | 1  | ½  | ½  | ½  | ½  | 1  | 0  | 8     | 60.25     |
| 7  | Alexander Beliavsky (Liên Xô) | 2640   | ½ | ½ | ½ | ½ | ½ | ½ | - | 0 | ½ | ½  | 1  | ½  | ½  | ½  | ½  | 1  | 8     | 58.25     |
| 8  | Vasily Smyslov (Liên Xô)      | 2595   | ½ | ½ | 0 | ½ | ½ | ½ | 1 | - | ½ | ½  | ½  | ½  | ½  | ½  | 0  | 1  | 7½    | 55.25     |
| 9  | Alexander Chernin (Liên Xô)   | 2560   | ½ | ½ | ½ | ½ | 0 | ½ | ½ | ½ | - | ½  | ½  | ½  | ½  | ½  | ½  | 1  | 7½    | 54.50     |
| 10 | Yasser Seirawan (Mỹ)          | 2570   | ½ | ½ | ½ | 0 | 1 | 0 | ½ | ½ | ½ | -  | 1  | ½  | 0  | ½  | ½  | ½  | 7     | 52.75     |
| 11 | Nigel Short (Anh)             | 2575   | ½ | ½ | ½ | 0 | ½ | ½ | 0 | ½ | ½ | 0  | -  | 1  | ½  | 1  | ½  | ½  | 7     | 51.50     |
| 12 | Lajos Portisch (Hungary)      | 2625   | ½ | 0 | 0 | 1 | ½ | ½ | ½ | ½ | ½ | ½  | 0  | -  | 1  | 0  | ½  | 1  | 7     | 50.75     |
| 13 | Viktor Korchnoi (Thụy Sĩ)     | 2630   | ½ | 0 | 0 | ½ | 0 | ½ | ½ | ½ | ½ | 1  | ½  | 0  | -  | ½  | 1  | ½  | 6½    | 46.50     |
| 14 | Zoltán Ribli (Hungary)        | 2605   | 0 | ½ | 0 | ½ | 0 | ½ | ½ | ½ | ½ | ½  | 0  | 1  | ½  | -  | 1  | ½  | 6½    | 46.50     |
| 15 | Jesus Nogueiras (Cuba)        | 2545   | 0 | 0 | ½ | ½ | ½ | 0 | ½ | 1 | ½ | ½  | ½  | ½  | 0  | 0  | -  | 1  | 6     |           |
| 16 | Kevin Spraggett (Canada)      | 2550   | ½ | 0 | 0 | 1 | ½ | 1 | 0 | 0 | 0 | ½  | ½  | 0  | ½  | ½  | 0  | -  | 5     |           |
Do Timman và Tal bằng điểm, một trận playoff xác định vị trí thứ tư được tổ chức sau giải đấu chính. Trận đấu đó tiếp tục hòa 3-3, nên Timman giành vé đi tiếp vì thắng nhiều ván trong giải chính hơn Tal (4 so với 3).
The top 4 from the round-robin played a series of matches in 1986, the winner of which (Sokolov) in turn got to play Anatoly Karpov in a final match in Linares to determine the championship challenger.
|  | Semifinals            | Semifinals            | Semifinals            |                       |  | Final              | Final              | Final              |                    |                    |
|  |                       |                       |                       |                       |  |                    |                    |                    |                    |                    |
|  | Minsk, Jan 1986       |                       |                       |                       |  |                    |                    |                    |                    |                    |
|  |                       | Rafael Vaganian       | 2                     |                       |  |                    |                    |                    |                    |                    |
|  |                       | Andrei Sokolov        | 6                     |                       |  | Riga, Sep-Oct 1986 | Riga, Sep-Oct 1986 | Riga, Sep-Oct 1986 | Riga, Sep-Oct 1986 | Riga, Sep-Oct 1986 |
|  |                       |                       |                       |                       |  |                    | Andrei Sokolov     | 7½                 |                    |                    |
|  | Tilburg, Jan-Feb 1986 | Tilburg, Jan-Feb 1986 | Tilburg, Jan-Feb 1986 | Tilburg, Jan-Feb 1986 |  |                    | Artur Yusupov      | 6½                 |                    |                    |
|  |                       | Artur Yusupov         | 6                     |                       |  |                    |                    |                    |                    |                    |
|  |                       | Jan Timman            | 3                     |                       |  |                    |                    |                    |                    |                    |

Karpov đã giành được đặc quyền đặc biệt khi được xếp hạt giống trực tiếp vào trận đấu này như một phần của thỏa thuận liên quan đến các trận tranh chức vô địch năm 1984, 1985 và 1986.
|                          | 1 | 2 | 3 | 4 | 5 | 6 | 7 | 8 | 9 | 10 | 11 | Total |
| ------------------------ | - | - | - | - | - | - | - | - | - | -- | -- | ----- |
| Andrei Sokolov (Liên Xô) | ½ | 0 | ½ | ½ | ½ | 0 | ½ | ½ | ½ | 0  | 0  | 3½    |
| Anatoly Karpov (Liên Xô) | ½ | 1 | ½ | ½ | ½ | 1 | ½ | ½ | ½ | 1  | 1  | 7½    |
Karpov giành chiến thắng, qua đó giành quyền đối đầu với Kasparov trong trận tranh chức vô địch năm thứ tư liên tiếp.

## Trận tranh chức vô địch năm 1987
Trận đấu bắt đầu gay cấn. Chỉ sau 5 ván đấu đã có 3 ván phân thắng thua. Các ván khác cũng rất căng thẳng. Tuy nhiên, không kỳ thủ nào đạt được ưu thế dẫn trước hơn một ván thắng. Sau 22 ván tỉ số hòa 11–11. Ở hai ván cuối cùng, tình thế đảo ngược: ván 23, Kasparov thí Xe và Mã khi thiếu thời gian, nhưng đòn phối hợp của anh bị Karpov hóa giải. Karpov dẫn trước và chỉ cần không thua ván cuối là giành lại được ngôi vua cờ. Ván cuối cùng, trước áp lực phải thắng, Kasparov đã sử dụng các kỹ năng điều quân để hơn được một Tốt và cuối cùng thắng ván đấu để giữ lại ngôi vua cờ.
|                          | Rating | 1 | 2 | 3 | 4 | 5 | 6 | 7 | 8 | 9 | 10 | 11 | 12 | 13 | 14 | 15 | 16 | 17 | 18 | 19 | 20 | 21 | 22 | 23 | 24 | Points |
| ------------------------ | ------ | - | - | - | - | - | - | - | - | - | -- | -- | -- | -- | -- | -- | -- | -- | -- | -- | -- | -- | -- | -- | -- | ------ |
| Garry Kasparov (Liên Xô) | 2740   | ½ | 0 | ½ | 1 | 0 | ½ | ½ | 1 | ½ | ½  | 1  | ½  | ½  | ½  | ½  | 0  | ½  | ½  | ½  | ½  | ½  | ½  | 0  | 1  | 12     |
| Anatoly Karpov (Liên Xô) | 2700   | ½ | 1 | ½ | 0 | 1 | ½ | ½ | 0 | ½ | ½  | 0  | ½  | ½  | ½  | ½  | 1  | ½  | ½  | ½  | ½  | ½  | ½  | 1  | 0  | 12     |